# Chorizanthe commisuralis
Chorizanthe commisuralis là một loài thực vật có hoa trong họ Rau răm. Loài này được J.Rémy mô tả khoa học đầu tiên năm 1851.